# 庫里亞奇夫卡 (馬爾基夫卡區)
49°23′29″N 39°36′23″E / 49.39139°N 39.60639°E
庫里亞奇夫卡（烏克蘭語：Курячівка）是位於烏克蘭東部的村莊，由盧甘斯克州舊比利斯克區的馬爾基夫卡市鎮負責管轄。該村始建於1690年，面積6.24平方公里，海拔高度90米，2001年人口627，人口密度每平方公里100.5人。